# Памятник Андрею Шептицкому (Львов)
Памятник Андрею Шептицкому (укр. Пам'ятник Андрію Шептицькому) — монумент, посвященный Митрополиту УГКЦ Андрею Шептицкому, установленный на площади Святого Юра, напротив Архикафедрального собора Святого Юра во Львове.

## История
По данным книги «Памятники и мемориальные таблицы Львова» первый памятник Митрополиту Андрею Шептицкому во Львове изготовил скульптор Андрей Коверко и в октябре 1932 года памятник был установлен в полуоткрытой часовне во дворе духовной семинарии. Памятник простоял до 1939 года, когда его, по воспоминаниям Иосифа (Слипого), уничтожила Красная армия.
Второй львовский памятник Андрею Шептицкому установлен в сентябре 1935 года. Год выбран не случайно, поскольку на него приходилась 30-я годовщина открытия Национального музея и 70-летие его основателя — митрополита Андрея. Мероприятия по случаю этих дат происходили в самом музее, который находился на улице Мохнацкого (нынешняя Драгоманова). Открытие памятника состоялось 27 сентября 1935 года. В торжествах приняли участие многие представители тогдашней украинской интеллигенции Львова.
Автором этого памятника был скульптор Сергей Литвиненко. Созданная им во дворе Национального музея сидячая скульптура митрополита с большой точностью передавала его образ. С 1940 года советская власть неоднократно требовала устранить памятник. Директор музея Илларион Свенцицкий всячески затягивал время и искал различные предлоги, чтобы не допустить сноса скульптуры. Памятник пережил войну, однако после войны городской совет Львова издал постановление № 687 о его немедленном устранении. В ночь на 10 августа 1947 года скульптура бесследно исчезла.

## Открытие современного памятника
Современный памятник Андрею Шептицкому был торжественно открыт 29 июля 2015 года во Львове, напротив архикафедрального собора Святого Юра, во время праздничных мероприятий, посвященных 150-летию со дня рождения Митрополита. Отметить это событие пришли львовские греко-католики, священнослужители, представители власти, паломники из Украины и из-за рубежа. На открытии памятника присутствовал и Президент Украины Петр Порошенко, который в ходе торжественного открытия монумента обратился к собравшимся:
Сегодня мы с вами восстанавливаем историческую справедливость и наконец открываем памятник Шептицкому во Львове. И лучший памятник владыке - это независимая Украина, которая шагает к семье европейских народов
Патриарх УГКЦ Святослав (Шевчук) открытие монумента праведному Митрополиту назвал историческим событием. Попытки почтить владыку Андрея, сказал он, является неотъемлемой частью национально-освободительной борьбы украинского народа, поскольку украинцы ещё до Второй мировой войны пытались соорудить такой памятник владыке, однако эти намерения успехом не увенчались.
Многие львовяне помнят, как в девяностых годах люди приносили цветы к местам, где должны появиться памятники Тарасу Шевченко и Митрополиту Андрею Шептицкому. Многие из вас помнят, как здесь на площади святого Юра стояла гора из цветов и свечей и надпись: «Здесь будет стоять памятник Митрополиту Андрею. И вот сегодня это произошло
, — отметил Патриарх Святослав.
Автором монумента является скульптор Андрей Коверко и архитекторы Игорь Кузьмак и Михаил Федик. Скульптура вылита из бронзы. Её высота — 3,6 метра. Митрополит Андрей изображен в монашеской рясе, подпоясанный кожаным ремнем. Голова у него немного наклонена. В одной руке он держит крест, другой опирается на стелу.